# Шархинський кар'єр

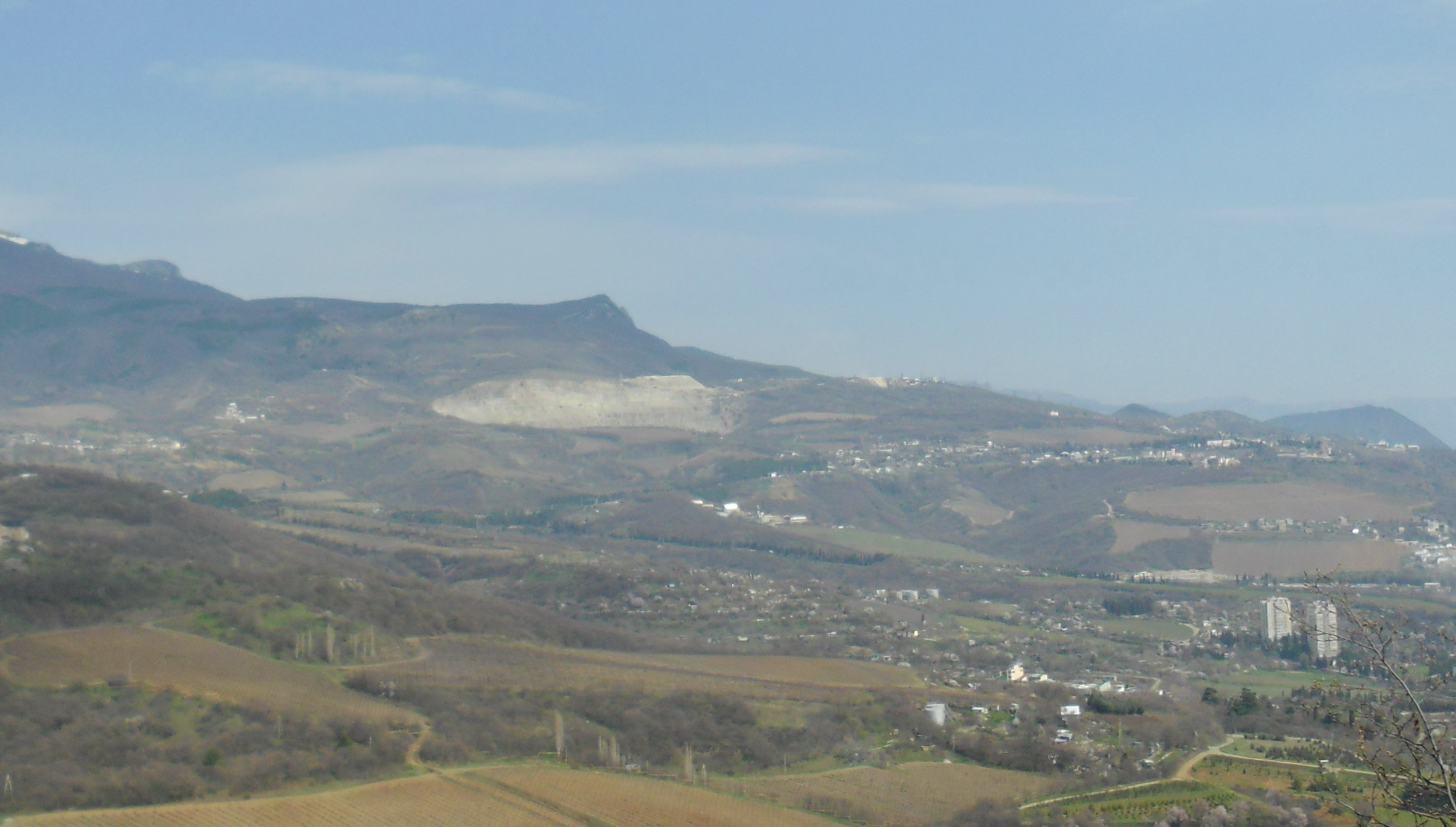
Шархинський кар'єр. Вид з гори Аю-Даг.

Шархинський кар'єр з Бабуган-Яйли. Ракурс.

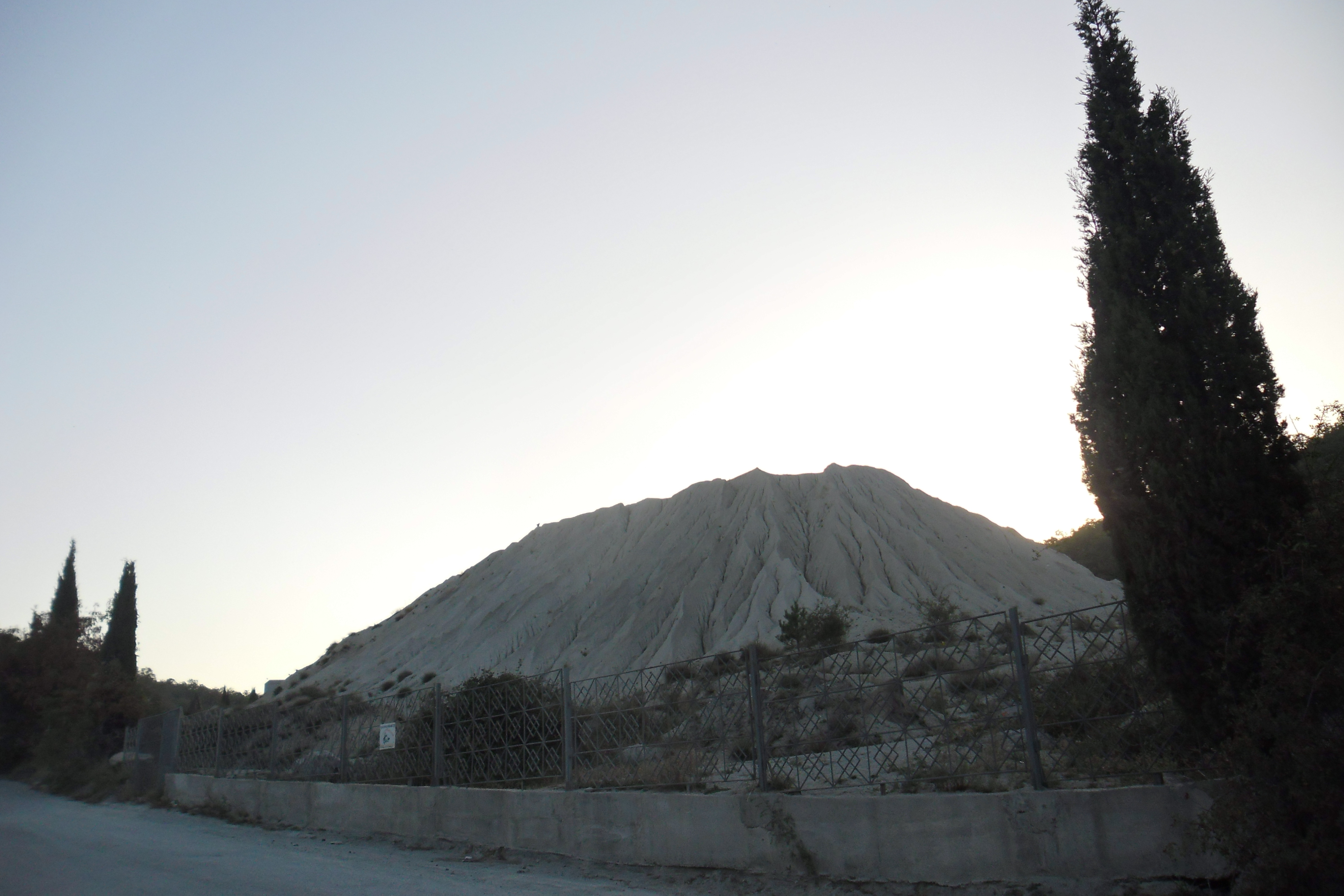
Шархинський кар'єр. Склад щебеню.

Шархинський кар'єр на мапі.

ВАТ Шархинський кар'єр — підприємство в Криму. Входить до складу будівельної управляючої компанії «Консоль ЛТД».

## Опис
Назва — від гори Шарха (725 м), яка суттєво підроблена в результаті гірничих робіт.
Спеціалізація: добування декоративного та будівельного каменю — плагіогранітів. Підприємство є найбільшим виробником в АР Крим каменю бутового. Крім того, підприємство виробляє: пісок, гравій, гальку, щебінь, крихту, гранули та порошок з каменю.
Виїмка каменю екскаваторна. Крім того, використовуються бульдозери, навантажувальні машини. Транспорт — конвеєрний і автомобільний.
Продукція Шархинського кар'єру використовується будівельними організаціями для приготування бетонів, цементних розчинів, асфальтобетону, основ для дорожніх покриттів, берегоукріпних робіт з підживленням пляжів.
Юридична адреса: 98540, АР Крим, м. Алушта, с. Малий Маяк.